# Spencer (Idaho)
Spencer – miasto w Stanach Zjednoczonych, w stanie Idaho, w hrabstwie Clark. Jedna z najmniejszych miejscowości (29 osób w 2023 r.) w stanie Idaho.